# Beep!!/Sunshine Sunshine
「Beep!!/Sunshine Sunshine」（ビープ!!/サンシャイン・サンシャイン）は、2011年3月9日に発売されたSuperflyの12作目のシングル。

## 概要
2011年最初のシングルであり、「恋する瞳は美しい/やさしい気持ちで」以来となる両A面シングル。
「Beep!!」は、前年の12月に映画「漫才ギャング」の主題歌として起用されている。
「Sunshine Sunshine」は、「MEET THE MUSIC 2011」のキャンペーンソングとして書き下ろされた。
ミュージック・ビデオは「Beep!!」のみ制作されており、「Sunshine Sunshine」は制作されていない。
初回限定盤にはDVDが付属されており、東名阪ツアーのライブやバックステージの模様を収録。
オリコンチャートでは初登場5位となり、前作「Eyes On Me」と並んでシングル最高位となった。

## 収録曲

### CD
Produced & Arrangement：蔦谷好位置

Basic Arrangement：多保孝一
1. Beep!! (4:14)
  - 作詞：越智志帆+jam　作曲：多保孝一　編曲：蔦谷好位置
  - 角川映画配給映画「漫才ギャング」主題歌
2. Sunshine Sunshine (4:04)
  - 作詞：越智志帆　作曲：多保孝一　編曲：蔦谷好位置
  - 「MEET THE MUSIC 2011」キャンペーンソング
  - 3月19日には、東日本大震災の被災者に向けて、アカペラバージョンがYouTubeにて配信された。
3. Different Ways (3:36)
  - 作詞・作曲：越智志帆　編曲：蔦谷好位置
  - 恋人同士の別れを女性目線で唄った、越智作詞作曲の楽曲。
  - この曲では、初めて越智がレコーディングでアコースティック・ギターを演奏している。

### DVD
Superfly & The Lemon Bats "Rock'N'Roll Muncher"
1. Tour Document
2. 誕生
3. Live Rehersal
4. マニフェスト
5. Back Stage
6. Free Planet
7. Alright!!

## 収録アルバム
Beep!!
- 『Mind Travel』（#2）
- 『Superfly BEST』（#4・Disc 2）

Sunshine Sunshine
- 『Mind Travel』（#8）
- 『Superfly BEST』（#5・Disc 2）

Different Ways
- 『黒い雫 & Coupling Songs: 'Side B'』（#8・Disc 2）